# 劉鶚
劉 鶚（りゅう がく、1857年10月18日 - 1909年8月23日）は、清末の作家・考古学者。字は鉄雲。ペンネームは洪都百煉生。

## 略歴
江蘇省江寧府六合県生まれで、淮安府山陽県（現在の淮安市淮安区）で育った。博学多才で、「洋為中用」として西洋の学問も拒まない態度をとった。水利・数学・医学・金石学に通じ、黄河が決壊した際には治水に尽力した。また実業家でもあり、外国人との取引も多かった。
1900年、義和団の乱で八カ国連合軍が北京に入ったときに、ロシア軍と交渉して太倉（穀物倉）の米を買い取り、住民に売却することで飢餓から救った。しかし1908年、その行為が横領にあたるとして新疆省迪化に流刑となり、翌年、流刑先で脳溢血により死去した。

## 著作
劉鶚の作品で著名なのは『老残遊記』と『鉄雲蔵亀』である。『老残遊記』は当時の深刻な社会の弊害を描いた小説である。その描写は風刺の域を超えているため譴責小説と呼ばれる。『鉄雲蔵亀』は収集した亀甲獣骨文字の図録であり、後の甲骨文字研究の基礎となった。
他に以下の著作がある。
- 『勾股天元草』
- 『弧三角術』
- 『歴代黄河変遷図考』
- 『治河七説』
- 『治河続説』
- 『人命安和集』
- 『鉄雲蔵陶』
- 『鉄雲泥封』